# 50 Fremont Center
50 Fremont Center (también conocido como Salesforce West) es un edificio de oficinas de gran altura de 43 pisos y 183 metros de altura terminado en 1985 en las calles Fremont y Mission en el límite del Distrito Financiero y el área sur de Market (SOMA) de San Francisco, California.

## Historia
50 Fremont Street fue desarrollada y propiedad de Fremont Properties, que vendió el edificio en 2000, que luego fue comprado por Hines, quien a su vez vendió la propiedad a TIAA-CREF a fines de 2004. Hines Interests Limited Partnership proporcionó la administración de la propiedad para este edificio hasta el 12 de febrero de 2015. El diseño del edificio, por Skidmore, Owings & Merrill, incluye bahías verticales escalonadas en cada esquina, que se elevan hasta una corona de edificio que evoca el diseño art déco de los rascacielos histórico.
En enero de 2012, Salesforce.com anunció que firmó un contrato de arrendamiento por 18 años para ocupar 37.000 m² por 339 millones de dólares. En noviembre de 2014, Salesforce acordó comprar la torre a TIAA-CREF.
El 12 de febrero de 2015, Salesforce compró el edificio de oficinas 50 Fremont por 637 millones de dólares de TIAA-CREF, según los registros públicos. Salesforce cambió el nombre de la propiedad a Salesforce West en 50 Fremont Street, parte de su plan de campus urbano que incluye Salesforce East en 350 Mission Street y Salesforce Tower en 415 Mission Street. Salesforce West está actualmente administrado por Cushman & Wakefield.